# Tablas

De locatie van de provincie Romblon in de Filipijnen

Tablas is het grootste eiland van de Filipijnse provincie Romblon. De andere twee grote eilanden van de provincie zijn Sibuyan en Romblon. Tablas ligt ten zuidoosten van Mindoro, gescheiden door de straat Tablas, en ten noordwesten van Panay.

## Geografie

### Bestuurlijke indeling
Op het eiland liggen de volgende gemeenten:
| - Alcantara - Calatrava - Ferrol - Looc - Odiongan | - San Agustin - San Andres - Santa Fe - Santa Maria |

### Topografie
Mount Payaopao in de gemeente San Agustin is de hoogste berg van het eiland en de op een na hoogste berg van de provincie.